# ヴァグネル・マンシーニ
ヴァグネル・カルモ・マンシーニ（Vágner Carmo Mancini , 1966年10月24日 - ）は、ブラジル・サンパウロ州リベイラン・プレト出身の元プロサッカー選手。サッカー指導者。現役時代のポジションはミッドフィールダー。

## 経歴

### 現役時代
サンパウロ州のグアラニFCでプロデビューを果たす。1995年にはルイス・フェリペ・スコラーリ率いるグレミオのメンバーとしてリベルタドーレス杯優勝を経験。翌1996年には旧JFLの本田技研サッカー部（現Honda FC）でもプレーした。キャリアの晩年はパウリスタFCで5シーズンほどプレーし、2004年に現役引退。

### 指導者時代
1999年のサンカルレンセ時代に、選手登録ながら暫定監督としてサンパウロ州選手権セリエA2（2部）で10試合ほど指揮を執ったのが、指導者としてのキャリアのスタートだった。
現役引退後の2004年、所属していたパウリスタFCでそのまま監督として活動を開始。サンパウロ州選手権セリエA1（1部）ではADサンカエターノに次ぐ準優勝に導いた。ブラジル全国選手権2部では9位の好位置につけ、残留を果たした。
2005年、指導者としての経験を積みにブラジルへ戻っていた呂比須ワグナーをヘッドコーチとして迎え入れる。呂比須とは現役時代に本田技研でのチームメイトであり、親交があった。この年、パウリスタはインテルナシオナル、クルゼイロ、フルミネンセといったセリエAの強豪チームを次々と破ってコパ・ド・ブラジルに優勝し、クラブ史上初めてのビッグタイトルを獲得した。この活躍でマンシーニ監督の名前はブラジル国内で広く知られるところとなり、「将来を嘱望される若きテクニコ（監督）」のひとりに数えられるようになった。
2006年には引き続きパウリスタの監督として、初の国際舞台となるリベルタドーレス杯に参戦したり、またブラジル全国選手権2部でも、セリエA昇格圏内の4位のクラブと勝ち点差なしの5位に押し上げた。またクラブの下部組織に所属していた日本人の笠井健太をトップチームに引き上げ、公式戦で起用した。
2007年シーズン途中に、マンシーニの活躍に目をつけたアル・ナスルSCからオファーを受け、パウリスタの監督を辞任してUAEへと渡った。
2008年、グレミオ監督を辞任したマノ・メネーゼスの後任としてチッチ、ジェニーニョ、マリオ・ザガロ、パウロ・アウトゥオリといった有名監督の名前をメディアは挙げたが、若いマンシーニがグレミオの新監督に就任した。強豪クラブを率いるのはこれが初めての経験となり、公式戦6試合を戦って無敗（4勝2分）の成績であったが、チーム首脳陣の「試合内容が良くない」という理由から2か月余りで解任された。
解任直後の同年3月からヴィトーリアの監督に就任。この年のバイーア州選手権で優勝を果たした。本人はこの時に「このタイトルは私が正しいことをやっているという証である」「グレミオ時代の不可解な解任劇もめくられたページのひとつに過ぎない」と語っている。
翌2009年2月に名門サントスFCに引き抜かれる。この際、契約解除のためにサントスからヴィトーリアに違約金が支払われた。契約は12月末までだったが、序盤でブラジル全国選手権セリエAで中位に甘んじ、結果を急ぐクラブ首脳から7月に解任され、サントスは元監督のヴァンデルレイ・ルシェンブルゴを新たに招き入れた。サントスのマルセロ・テイシェイラ会長は「私としても非常に心苦しい決断ではあるが、マンシーニのような将来有望な監督でさえも解任せざるを得ない現実がブラジルサッカー界にある。」と解任してなおマンシーニを評価した。
8月には再びヴィトーリアの監督に復帰して、残りのシーズンを戦った。ブラジル全国選手権セリエAで13位となり、翌年のスル・アメリカーナ杯の出場権を獲得した。「ヴィトーリアでの2年間の結果とサポートに満足している」と退任後の記者会見ではファンにメッセージを送った。
2010年、リオデジャネイロ州のヴァスコ・ダ・ガマの監督に就任。マンシーニは「私は選手時代にここリオでプレーする機会はなかったが、今はこの大勢のサポーターに支えられた偉大なチームを率いる幸運に恵まれた」と就任時に語った。期待されたがリオデジャネイロ州選手権のリオ杯で振るわず、3月に解任された。ヴァスコでの戦績は18試合10勝4分4敗。
同年4月に古巣のグアラニFCの監督に就任。サンパウロ州選手権セリエA2ではファーストラウンドで中位に終わり、セリエA1昇格に失敗。またブラジル全国選手権セリエAでは18位に終り、クラブを残留させることができなかった。シーズン終了後に辞任。
2011年3月にセアラーSCからのオファーを受けて監督に就任。セアラー州選手権で優勝し、3年ぶりにタイトルを獲得した。またコパ・ド・ブラジルでも勝ち進み、準々決勝でCRフラメンゴを破る金星を挙げた。準決勝でコリチーバFCに1-0と競り負け、2005年以来の大会制覇とはいかなかった。シーズン途中の9月、クラブはマンシーニ監督の退任を発表した。
2週間後の同年9月末、ミナスジェライス州のクルゼイロの監督に就任した。ブラジル全国選手権セリエAでは下位に低迷するチームを引き上げられず、最終的に16位となり、何とか残留を果たした。ガンバ大阪の監督就任の可能性もあった中、翌シーズンも引き続き指揮を執ったが、ミナスジェライス州選手権準決勝敗退とコパ・ド・ブラジル3回戦敗退の責任でセリエA開幕前にクラブを離れた。
その直後、選手として在籍したことのあるスポルチ・レシフェの監督に就任したが、8月ホームで最下位フィゲイレンセに敗れたことにより更迭された。

## タイトル

### クラブ
グレミオ
- リオグランデ・ド・スル州選手権 : 1回 (1995)
- コパ・リベルタドーレス : 1回 (1995)

本田技研
- ジャパンフットボールリーグ : 1回 (1996)

フィゲイレンセFC
- サンタカタリーナ州選手権 : 1回 (2003)

### 指導者時代
パウリスタFC
- コパ・ド・ブラジル : 1回 (2005)

ECヴィトーリア
- バイーア州選手権 : 2回 (2008, 2016)

セアラーSC
- セアラー州選手権 : 1回 (2011)

シャペコエンセ
- サンタカタリーナ州選手権 : 1回 (2017)